# Amin Nazari
Amin Lazarte Nazari (Malmö, 26 aprile 1993) è un calciatore svedese naturalizzato filippino, centrocampista svincolato.

## Biografia
Nazari è nato in Svezia da genitori d'origini iraniane e filippine. Questo lo avrebbe reso eleggibile per la nazionale svedese, iraniana e filippina, ma Nazari ha dichiarato di preferire la selezione scandinava. Ha un fratello maggiore di nome Omid, anch'egli calciatore professionista.

## Carriera

### Club

#### Il Malmö FF e la parentesi all'Assyriska
Nazari ha cominciato la carriera con la maglia del Malmö. Dopo un'apparizione in panchina in occasione della Supercupen 2011, Nazari ha esordito in Allsvenskan in data 20 aprile, sostituendo Wílton Figueiredo nella vittoria interna per 1-0 sul Mjällby. Il 15 giugno successivo ha segnato la prima rete in squadra, nella sfida valida per la Svenska Cupen 2011 contro il Kalmar, pareggiata per 1-1 e persa poi ai tiri di rigore. Il 26 luglio ha avuto l'opportunità di debuttare nella Champions League 2011-2012, sostituendo Agon Mehmeti nella vittoria per 0-1 in casa dei Rangers.
Dopo un'altra stagione passata in squadra, il 29 marzo 2013 è passato all'Assyriska con la formula del prestito. Ha esordito con questa casacca in data 6 aprile, schierato titolare nel pareggio per 1-1 contro l'Östersund, sfida valida per la 1ª giornata della Superettan 2013: è stato lo stesso Nazari l'autore del gol in favore della sua squadra. Nazari ha totalizzato 24 presenze e 4 reti tra tutte le competizioni, in quella stagione; l'Assyriska ha chiuso l'annata all'8º posto finale.
A fine anno ha fatto ritorno al Malmö FF, dov'è rimasto per un'ulteriore stagione, culminata con la vittoria dell'Allsvenskan 2014. Complessivamente, Nazari ha totalizzato 26 presenze con questa maglia, con una marcatura all'attivo.

#### Fredrikstad
L'11 febbraio 2016, i norvegesi del Fredrikstad hanno reso noto d'aver ingaggiato Nazari con la formula del prestito. Ha esordito in squadra il 6 aprile, schierato titolare nel pareggio interno per 1-1 contro il Brann. Il 22 aprile ha segnato le prime reti, nella vittoria per 1-5 in casa dell'Ås, in una sfida valida per il primo turno del Norgesmesterskapet 2015. Il 30 aprile ha siglato il primo gol in campionato, nel pareggio per 1-1 contro l'Åsane. Nazari ha totalizzato 28 presenze tra tutte le competizioni nel corso della stagione, siglando 7 reti: il Fredrikstad ha chiuso l'annata al 12º posto.

#### Falkenberg
Tornato al Malmö FF per fine prestito, ha poi rescisso il contratto in essere con il club. Il 7 gennaio ha così firmato un accordo biennale con il Falkenberg ed ha scelto di vestire la maglia numero 19. Ha esordito in squadra il 21 febbraio, nella vittoria per 0-2 sul campo del Tenhult, in una sfida valida per la Svenska Cupen 2015-2016: ha segnato uno dei gol in favore del Falkenberg. Il 16 aprile ha disputato la prima partita in Allsvenskan con questa maglia, in occasione della sconfitta per 3-1 in casa dell'Helsingborg. Il 1º maggio ha segnato il primo gol, nella sconfitta per 1-2 contro l'Elfsborg.

#### IFK Mariehamn
Il 17 maggio 2018 ha firmato ufficialmente un contratto con i finlandesi dell'IFK Mariehamn, a cui si è legato con un accordo valido fino al successivo 31 luglio, con opzione per il resto della stagione.

#### Sud-est asiatico
Nel gennaio 2019 Nazari ha proseguito la sua carriera in Thailandia, al Ratchaburi Mitr Phol.
Un anno dopo, è entrato a far parte del Kedah, squadra appartenente alla Malaysia Super League.
Nel marzo del 2021 è stato ingaggiato, contemporaneamente al fratello Omid, dai filippini dello United City.

### Nazionale
Nazari ha rappresentato la Svezia a livello Under-17, Under-19 e Under-21.
Nel 2018 riceve da Scott Cooper la prima convocazione nella Nazionale filippina, con la quale debutta il 6 settembre nel pareggio per 1-1 col Bahrein.

## Statistiche

### Presenze e reti nei club
Statistiche aggiornate al 17 maggio 2018.
| Stagione          | Club              | Campionato        | Campionato | Campionato | Coppe nazionali | Coppe nazionali | Coppe nazionali | Coppe continentali | Coppe continentali | Coppe continentali | Supercoppe | Supercoppe | Supercoppe | Totale | Totale |
| Stagione          | Club              | Comp              | Pres       | Reti       | Comp            | Pres            | Reti            | Comp               | Pres               | Reti               | Comp       | Pres       | Reti       | Pres   | Reti   |
| ----------------- | ----------------- | ----------------- | ---------- | ---------- | --------------- | --------------- | --------------- | ------------------ | ------------------ | ------------------ | ---------- | ---------- | ---------- | ------ | ------ |
| 2010              | Malmö FF          | A                 | 0          | 0          | CS              | 0               | 0               | -                  | -                  | -                  | -          | -          | -          | 0      | 0      |
| 2011              | Malmö FF          | A                 | 7          | 0          | CS              | 3               | 1               | UCL                | 1                  | 0                  | SS         | 0          | 0          | 11     | 1      |
| 2012              | Malmö FF          | A                 | 1          | 0          | CS              | 0               | 0               | -                  | -                  | -                  | -          | -          | -          | 1      | 0      |
| 2013              | Assyriska         | S                 | 23         | 4          | CS              | 1               | 0               | -                  | -                  | -                  | -          | -          | -          | 24     | 4      |
| 2014              | Malmö FF          | A                 | 10         | 0          | CS              | 1               | 0               | UCL                | 3                  | 0                  | SS         | -          | -          | 14     | 0      |
| Totale Malmö FF   | Totale Malmö FF   | Totale Malmö FF   | 18         | 0          |                 | 4               | 1               |                    | 4                  | 0                  |            | 0          | 0          | 26     | 1      |
| 2015              | Fredrikstad       | 1D                | 26         | 3          | CN              | 2               | 4               | -                  | -                  | -                  | -          | -          | -          | 28     | 7      |
| 2016              | Falkenberg        | A                 | 23         | 2          | CS              | 3               | 1               | -                  | -                  | -                  | -          | -          | -          | 10     | 2      |
| 2017              | Falkenberg        | S                 | 16         | 1          | CS              | 1               | 0               | -                  | -                  | -                  | -          | -          | -          | 17     | 1      |
| Totale Falkenberg | Totale Falkenberg | Totale Falkenberg | 39         | 3          |                 | 4               | 1               |                    | -                  | -                  |            | -          | -          | 43     | 4      |
| mag.-lug. 2018    | IFK Mariehamn     | VL                | 0          | 0          | CF+CdL          | 0               | 0               | -                  | -                  | -                  | -          | -          | -          | 0      | 0      |
| Totale            | Totale            | Totale            | 106        | 10         |                 | 11              | 6               |                    | 4                  | 0                  |            | 0          | 0          | 121    | 16     |

### Cronologia presenze e reti in Nazionale
| Cronologia completa delle presenze e delle reti in nazionale ― Filippine | Cronologia completa delle presenze e delle reti in nazionale ― Filippine | Cronologia completa delle presenze e delle reti in nazionale ― Filippine | Cronologia completa delle presenze e delle reti in nazionale ― Filippine | Cronologia completa delle presenze e delle reti in nazionale ― Filippine | Cronologia completa delle presenze e delle reti in nazionale ― Filippine | Cronologia completa delle presenze e delle reti in nazionale ― Filippine | Cronologia completa delle presenze e delle reti in nazionale ― Filippine |
| Data                                                                     | Città                                                                    | In casa                                                                  | Risultato                                                                | Ospiti                                                                   | Competizione                                                             | Reti                                                                     | Note                                                                     |
| ------------------------------------------------------------------------ | ------------------------------------------------------------------------ | ------------------------------------------------------------------------ | ------------------------------------------------------------------------ | ------------------------------------------------------------------------ | ------------------------------------------------------------------------ | ------------------------------------------------------------------------ | ------------------------------------------------------------------------ |
| 6-09-2018                                                                | Riffa                                                                    | Bahrein                                                                  | 1 – 1                                                                    | Filippine                                                                | Amichevole                                                               | -                                                                        | 74’                                                                      |
| 13-10-2018                                                               | Al Rayyan                                                                | Filippine                                                                | 1 – 1                                                                    | Oman                                                                     | Amichevole                                                               | -                                                                        | 43’                                                                      |
| Totale                                                                   |                                                                          | Presenze                                                                 | 2                                                                        |                                                                          | Reti                                                                     | 0                                                                        |                                                                          |

## Palmarès

### Club

#### Competizioni nazionali
- Campionato svedese: 1

Malmö: 2014